# 上汽通用五菱汽車
上汽通用五菱汽車（シャンチートンヨンウーリンきしゃ、Shangqi Tongyong Wuling Qiche、英語表記：SAIC-GM-Wuling Automobile、略称：SGMW）は、中華人民共和国広西チワン族自治区柳州市に本拠を置く自動車メーカーである。ゼネラルモーターズ (GM) 、上海汽車 (SAIC) 、五菱集団（現：広西汽車集団）の3社による合弁会社として2002年11月18日に設立された。
「上海通用五菱汽車」「SAIC-GM」の誤記が見られる。

## 概要
中国国内で「五菱」（ウーリン、Wuling）ブランドの商用車（バン、トラック、MPV）および「宝駿」（バオジュン、Baojun）ブランドの乗用車の製造・販売を行っている。一部車種は南アメリカ、中東、北アフリカへ輸出してシボレーブランドで販売する。製造拠点は柳州市、山東省青島市に上汽通用五菱青島分公司、重慶市に上汽通用五菱重慶分公司がある。
上汽通用五菱は2009年に、年間100万台を販売した最初の中国メーカーとなった。2012年に4年連続で年間100万台を販売した。

## 歴史
（出典：SGMW历程、jooylin、CarNewsChina.com）
1958年7月1日に広西チワン族自治区で柳州動力機械廠が設立される。これが上汽通用五菱のルーツである。当初はトラクターの製造工場で、1966年1月に柳州拖拉機廠と改名する。拖拉機はトラクターの意。
1981年に日本の軽自動車規格を移入した微型汽車の製造計画が、自治区政府によって承認されると、日本の三菱・L100（3代目ミニキャブ）をベースとするプロトタイプの製造に着手した。1982年に、LZ110軽トラックおよびLZ110K軽バンの試作に成功し、自治区政府はトラクター工場から微型汽車工場への転換を決断した。1985年、柳州拖拉機廠は柳州微型汽車廠と改名した。1987年にLZ110VH軽バン、LZ110P軽トラック（4代目三菱・ミニキャブベース）の製造を開始。この頃にロゴが当初の「W」から菱形を五つ並べた現行のものに変更された。
1989年、柳州五菱汽車企業集団公司が設立。1996年2月28日には柳州機械廠と合併し、柳州五菱汽車有限責任公司（五菱集団）となった。
1999年7月13日、柳州五菱汽車股份有限公司が設立。2001年7月19日、上海汽車（工業）集団総公司は柳州五菱汽車股份有限公司の株式75.9%を買収し、上汽五菱汽車股份有限公司を設立する。翌2002年にはGMも合弁に加わり、6月4日に南寧市で上汽、GM、五菱の3社の間で調印が行われ、11月18日に上汽通用五菱汽車股份有限公司が設立された。
2005年6月2日、かつてオースチン・マエストロを製造していた頤中（青島）運輸車輛製造有限公司を買収し、上汽通用五菱青島分公司と改名した。
2010年7月、新たに低価格の乗用車を扱うブランド「宝駿」を立ち上げ、乗用車事業に本格参入することを発表した。同年11月22日、その最初の車種となる宝駿630が発表され、翌2011年8月9日から発売開始した。
2012年11月28日、上汽通用五菱は重慶市に第三工場を建設することを発表した。2013年6月18日に起工し、2014年12月14日から操業を開始した。
2014年7月12日、柳州市内に新たにR&Dセンターおよびプルービンググラウンドを建設することを発表した。
2015年2月2日、上汽通用五菱はインドネシアに製造拠点を設けて五菱ブランド車の製造・販売を行う計画を発表した
2015年5月8日、柳州五菱汽車有限責任公司（五菱集団）は広西汽車集団有限公司（広西汽車集団）に社名変更した。
2015年8月20日、インドネシアの西ジャワ州に建設された工場の操業が開始された。その後、2017年7月に量産モデルの生産が開始された。

## 車種一覧

### 五菱ブランド

#### 中国
現行生産車種
- 征程（英語版）(Wuling ZhengCheng)

2014年12月1日発売開始。五菱のバンとしては最大のサイズ（全長5,090mm×全幅1,780mm×全高1,925mm、ホイールベース3,205mm）となり、エンジンは1.5L DVVTおよび1.8L i-VVTが搭載される。トランスミッションは5速MTのみ。駆動方式はMR。
- 宏光シリーズ (Wuling Hongguang)
  - 宏光 S1（英語版）
  - 宏光 S3（英語版）
  - 宏光 V（英語版）
  - 宏光 プラス（英語版）
  - 宏光 ミニ EV
- 之光（英語版）(Wuling Sunshine)

2003年発売。ロングホイールベース版も用意される。
2010年3月には「新五菱之光」が発売開始された。
2015年6月30日には新型の「五菱之光S」が発売開始された。全長3,890mm×全幅1,580mm×全高1,822mm、ホイールベース2,500mm。
- 栄光（英語版） (Wuling Rongguang)

2008年の北京モーターショーで発表。ロングホイールベース版やピックアップトラックも存在する。海外では「シボレー・N300」または「シボレー・ムーブ」として販売されている。
2013年11月28日には新型の「五菱栄光S」が発売開始された。
- エア EV 晴空（英語版）（Wuling Air EV）
- 繽果（Bingo）（英語版）（Wuling Binguo）
- ナノ EV（英語版）（Wuling Nano EV）
- 凱捷 (Wuling Victory)
- 佳辰（英語版）（Wuling Jiachen）
- 星辰（Asta）（英語版）(Wuling Xingchen)
- 星馳（Wuling Xingchi）
- 星云（Nebula）（Wuling Xingyun）
- 征途（英語版）(Wuling Zhengtu)

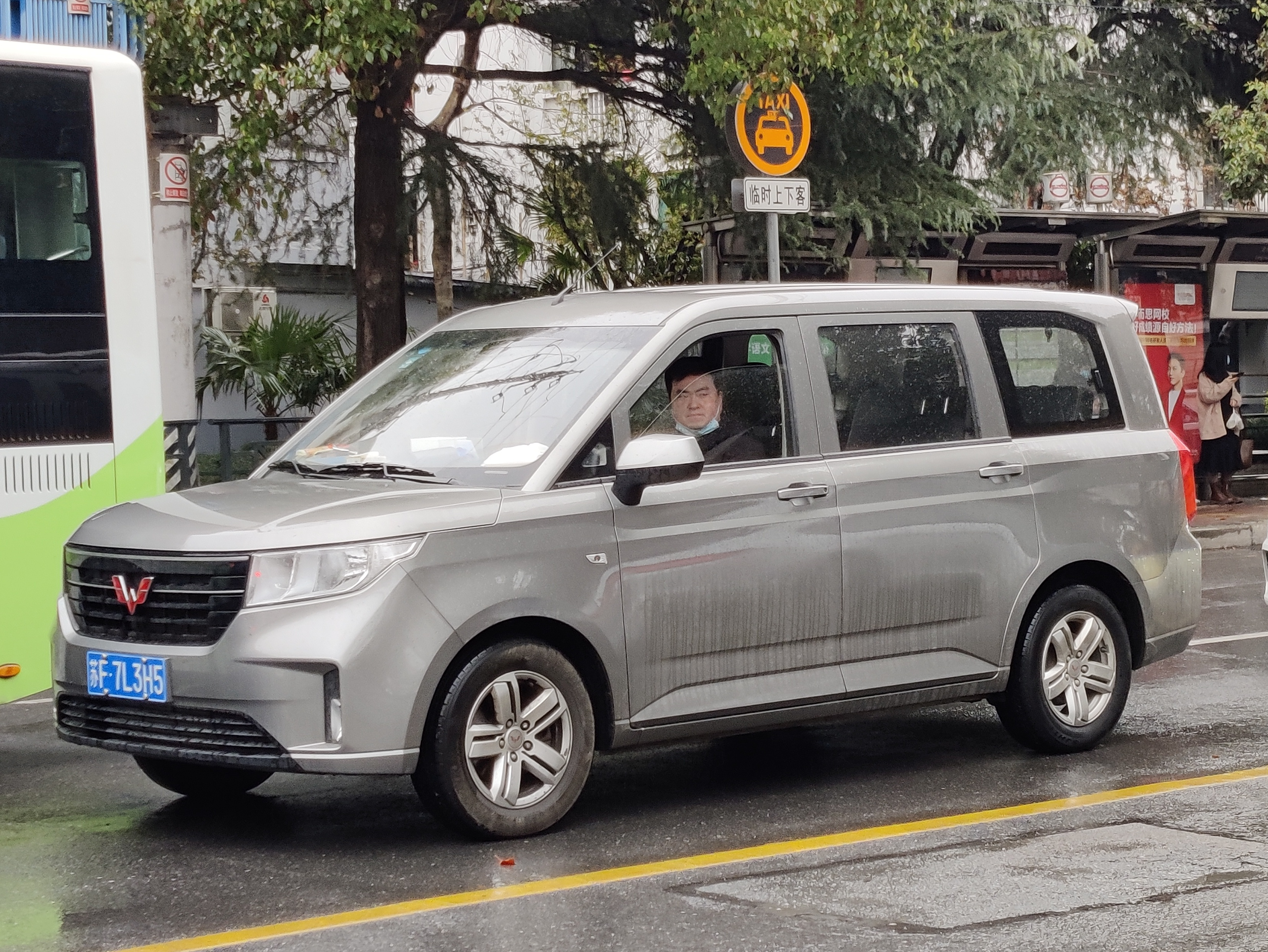
五菱 宏光Plus
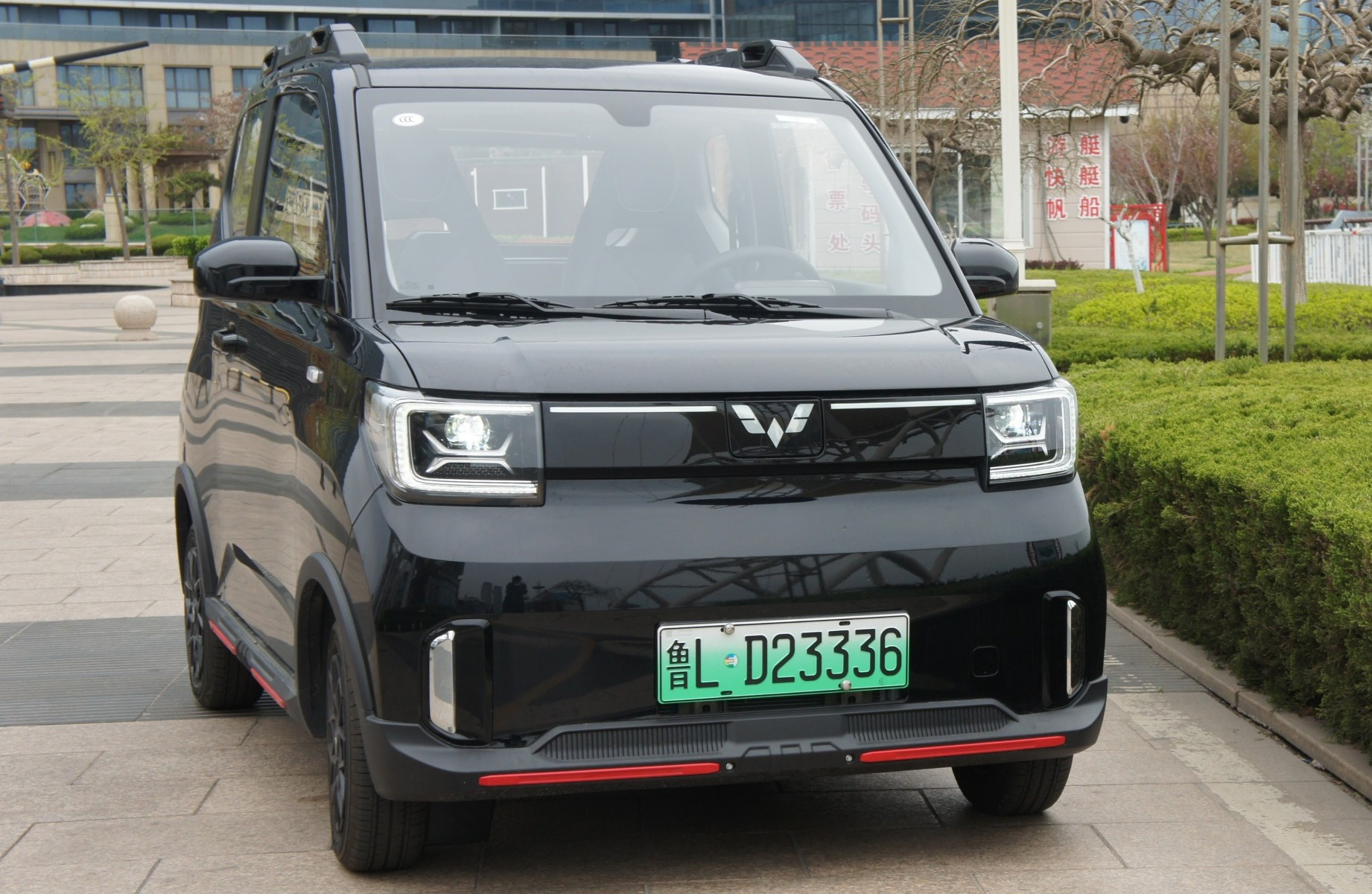
五菱 宏光 Mini EV ゲームボーイ
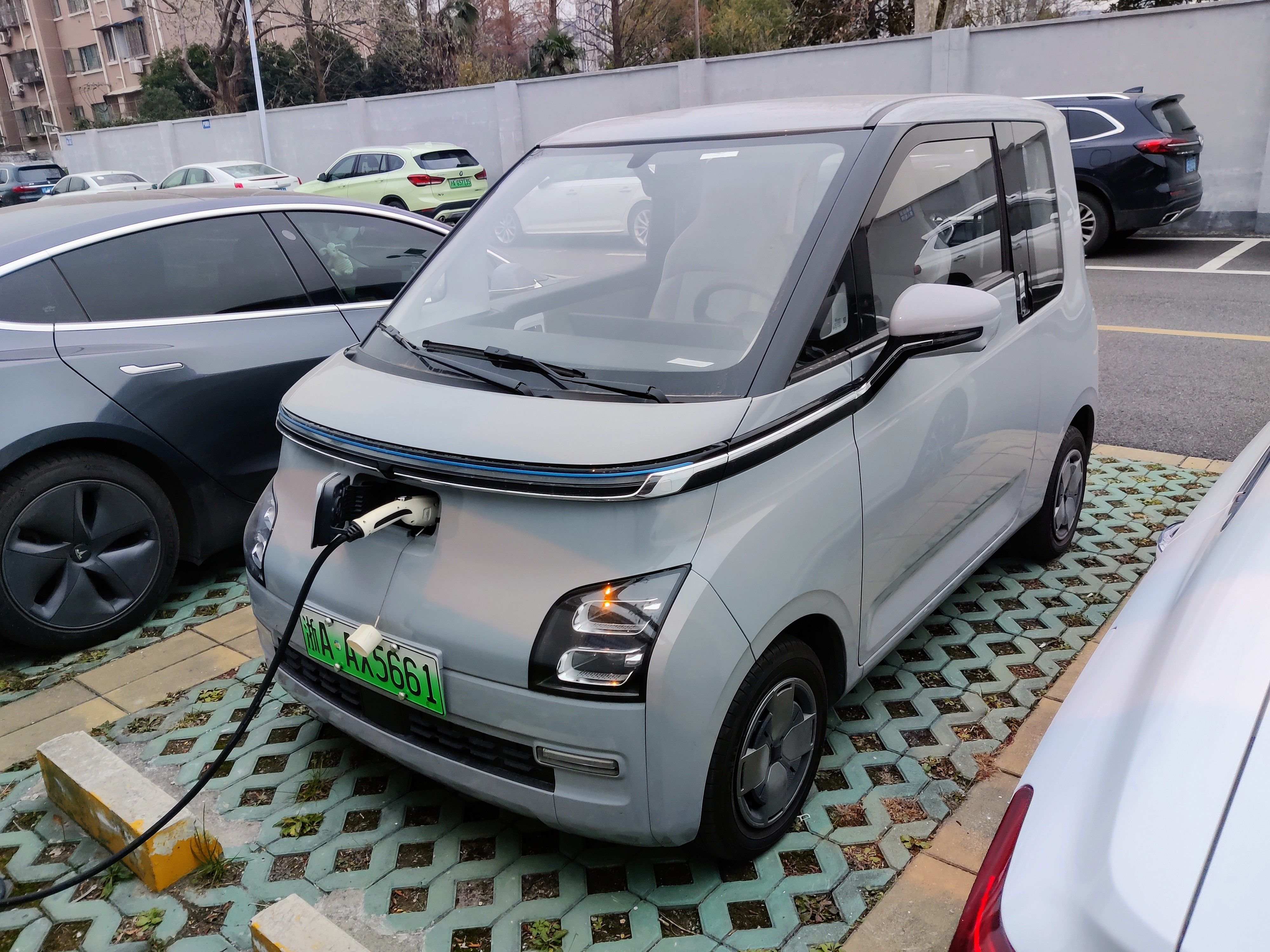
五菱 Air EV 晴空
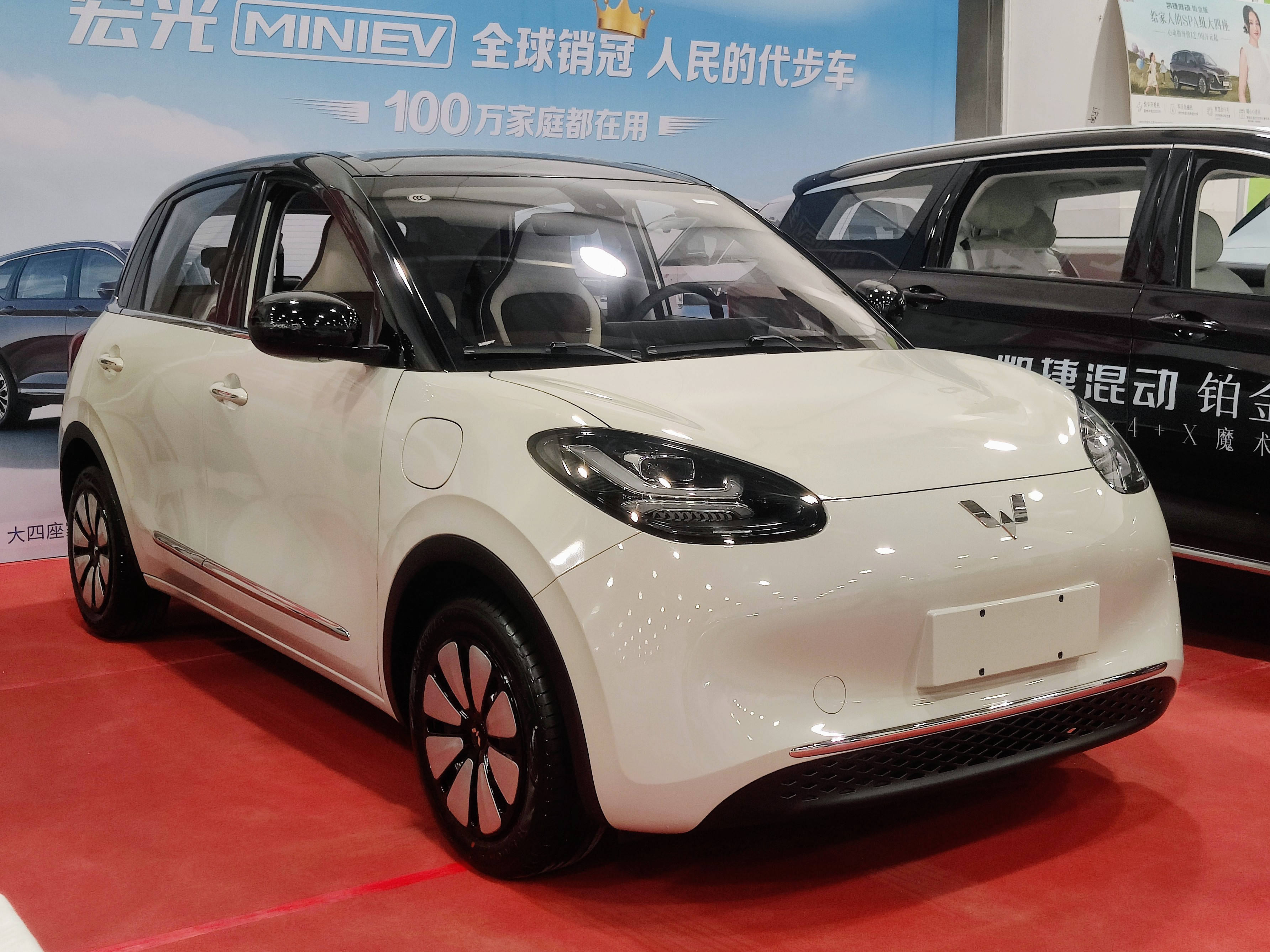
五菱 繽果
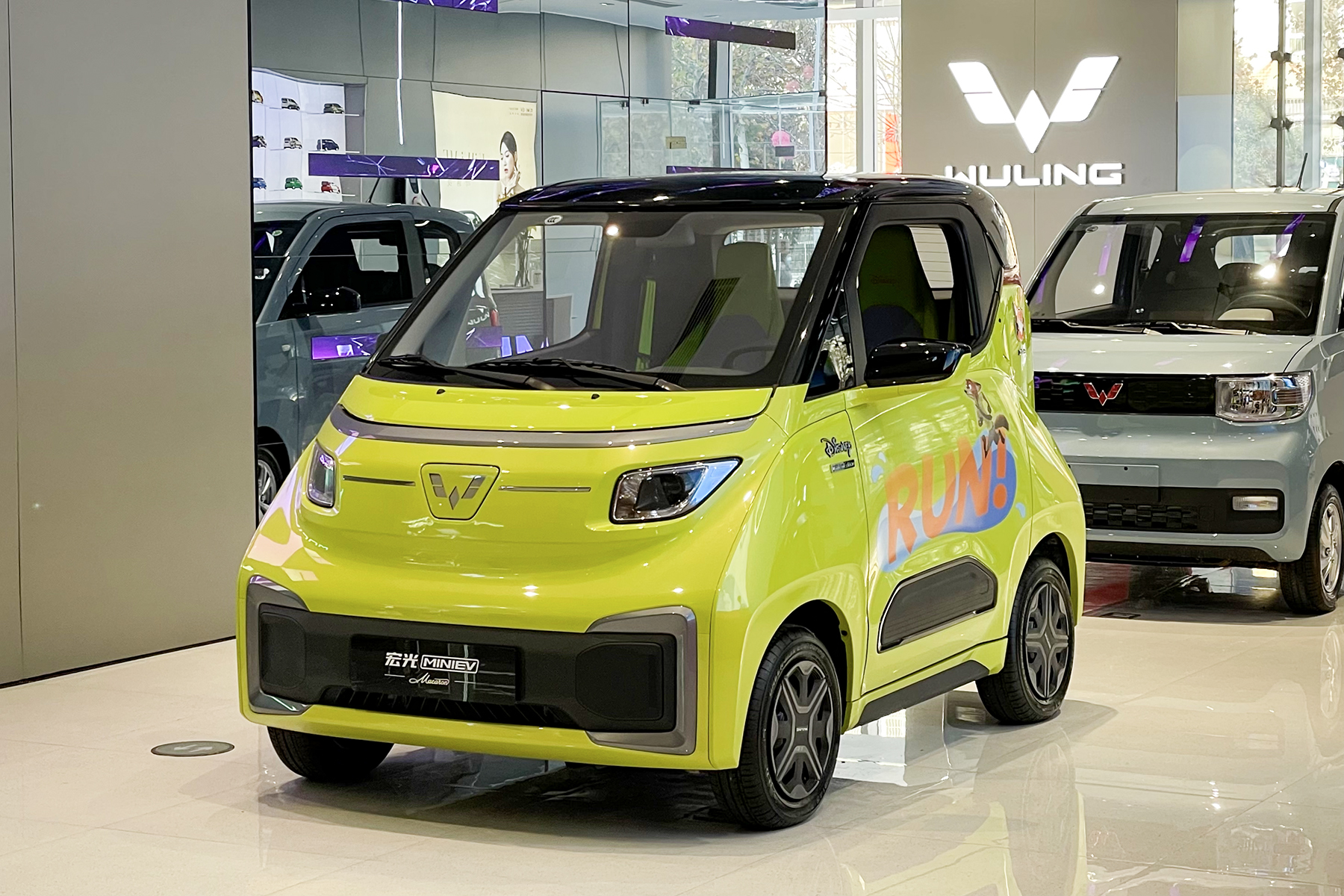
五菱 Nano EV
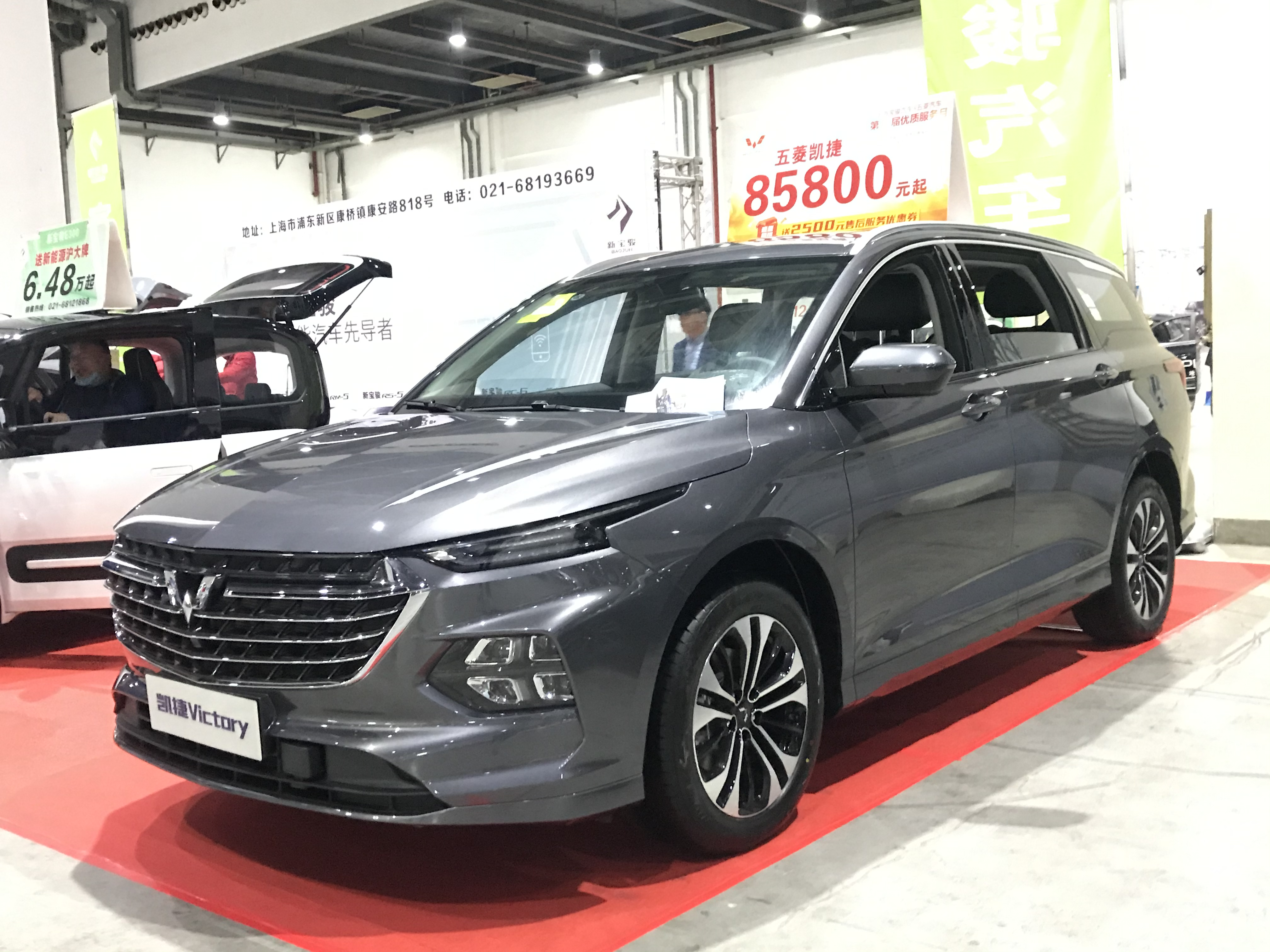
五菱 Victory
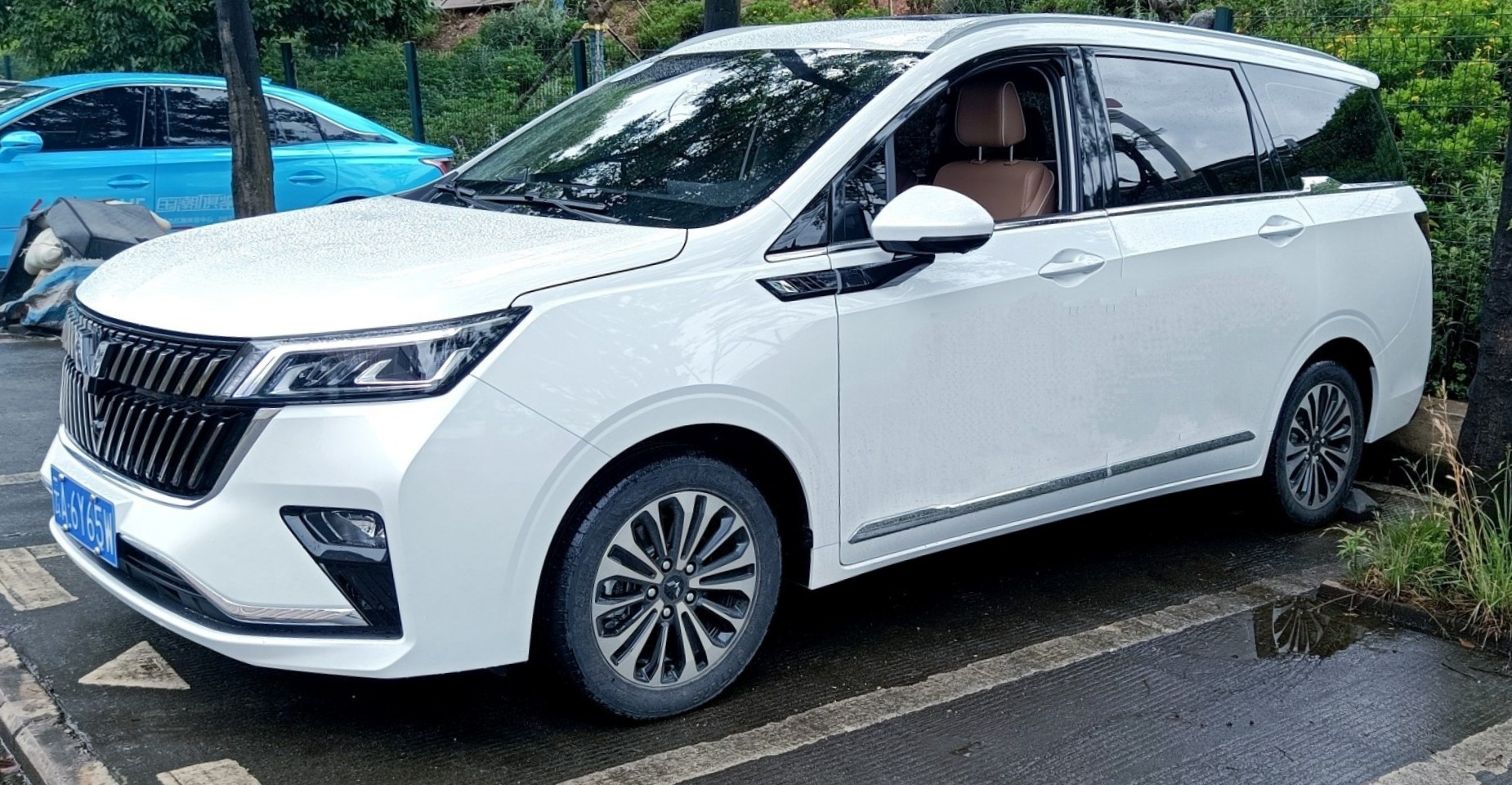
五菱 佳辰
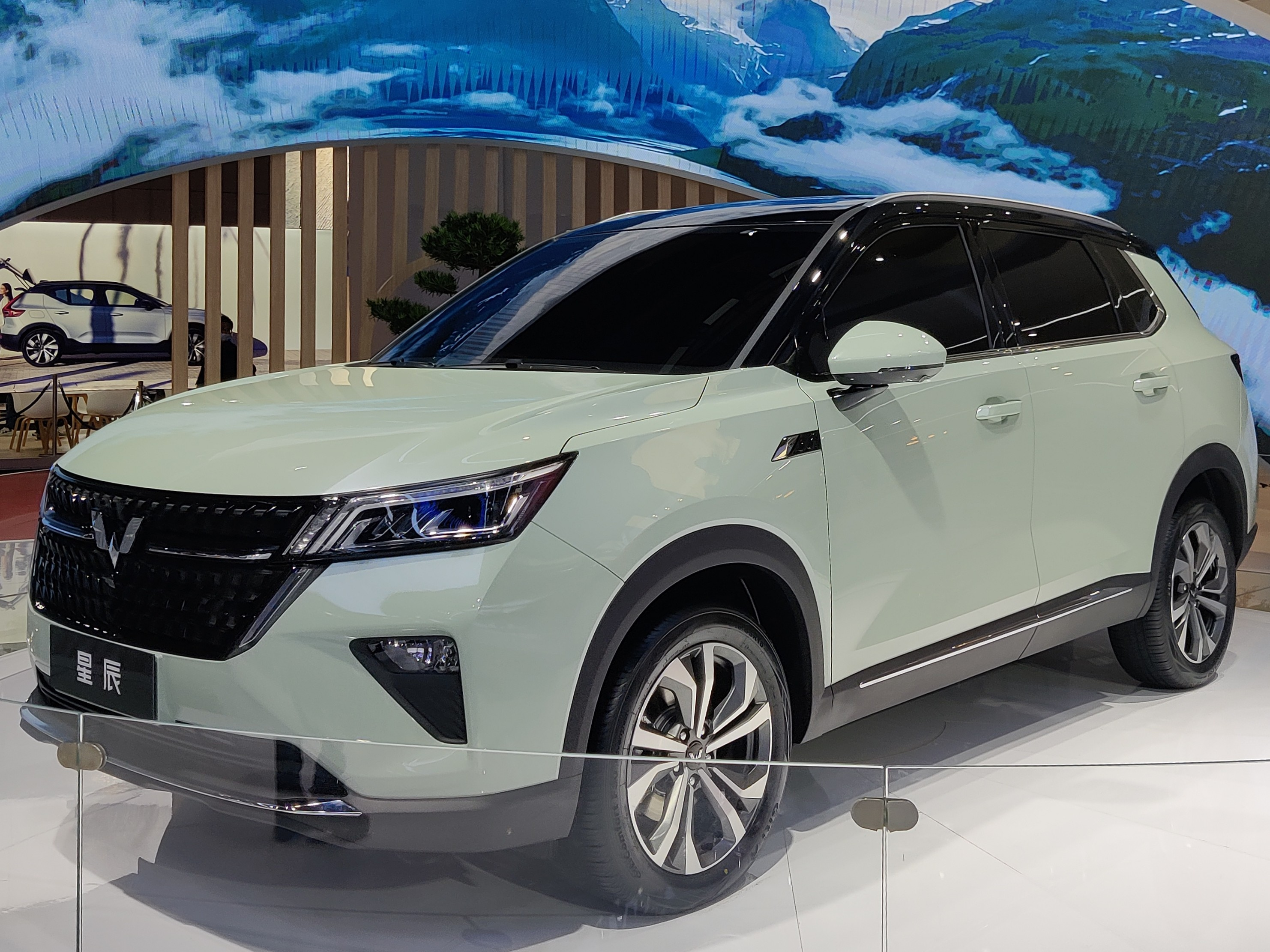
五菱 星辰
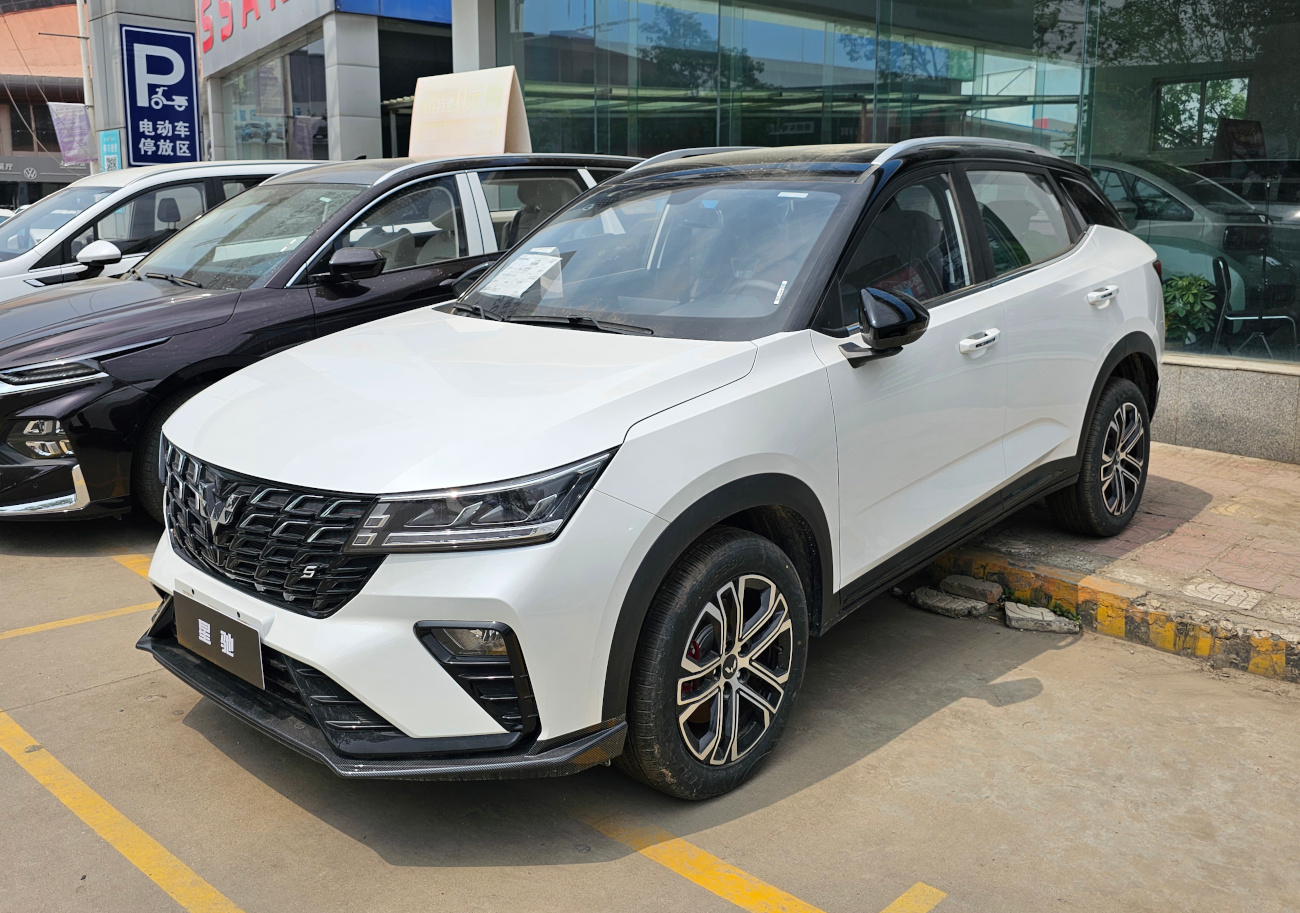
五菱 星馳
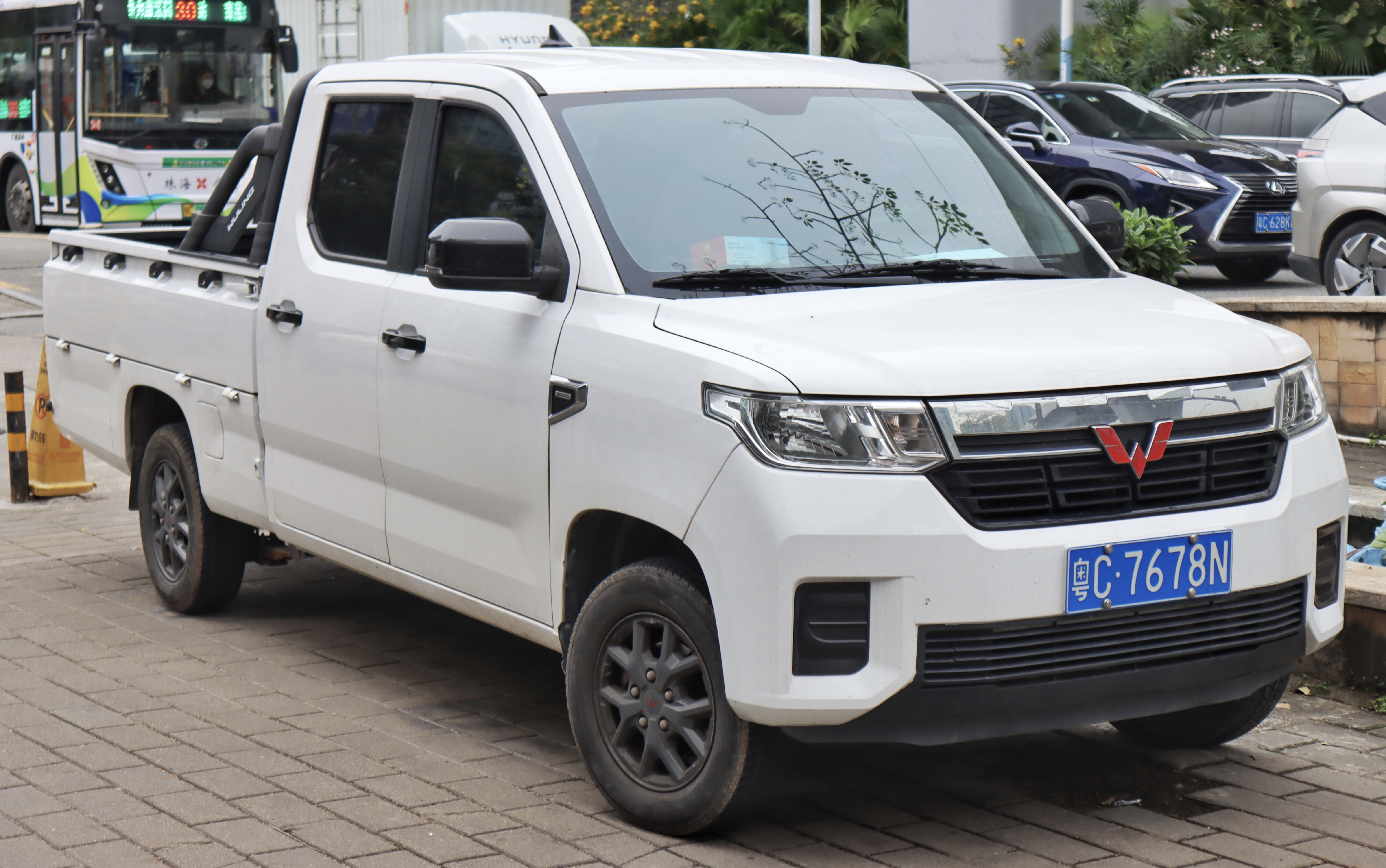
五菱 征途

製造終了
- 宏光/宏光 S
- 鴻途（英語版）(Wuling Hongtu)

2007年3月1日発売。海外では「シボレー・N200」として販売されていた。
- 興旺（英語版）(Wuling Xingwang)

2006年6月1日発売。4代目三菱・ミニキャブバンがベース。
- 小旋風 (Wuling 1025 Pickup)

2005年9月発売。ダイハツ・ゼブラトラックがベース。
- PN系列貨車 (Wuling PN Series Pickup)

4代目三菱・ミニキャブトラックがベース。

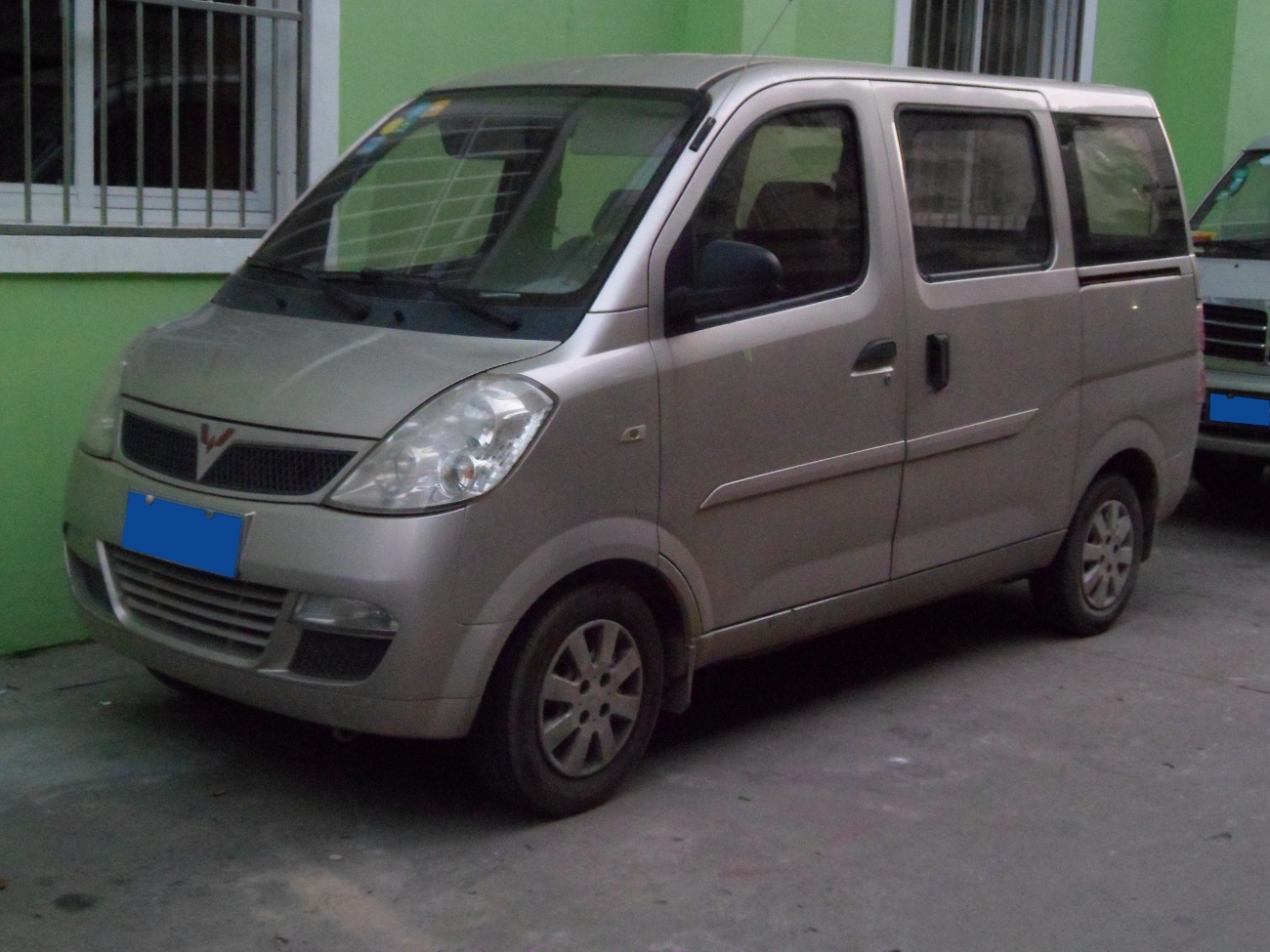
五菱鴻途（フロント）
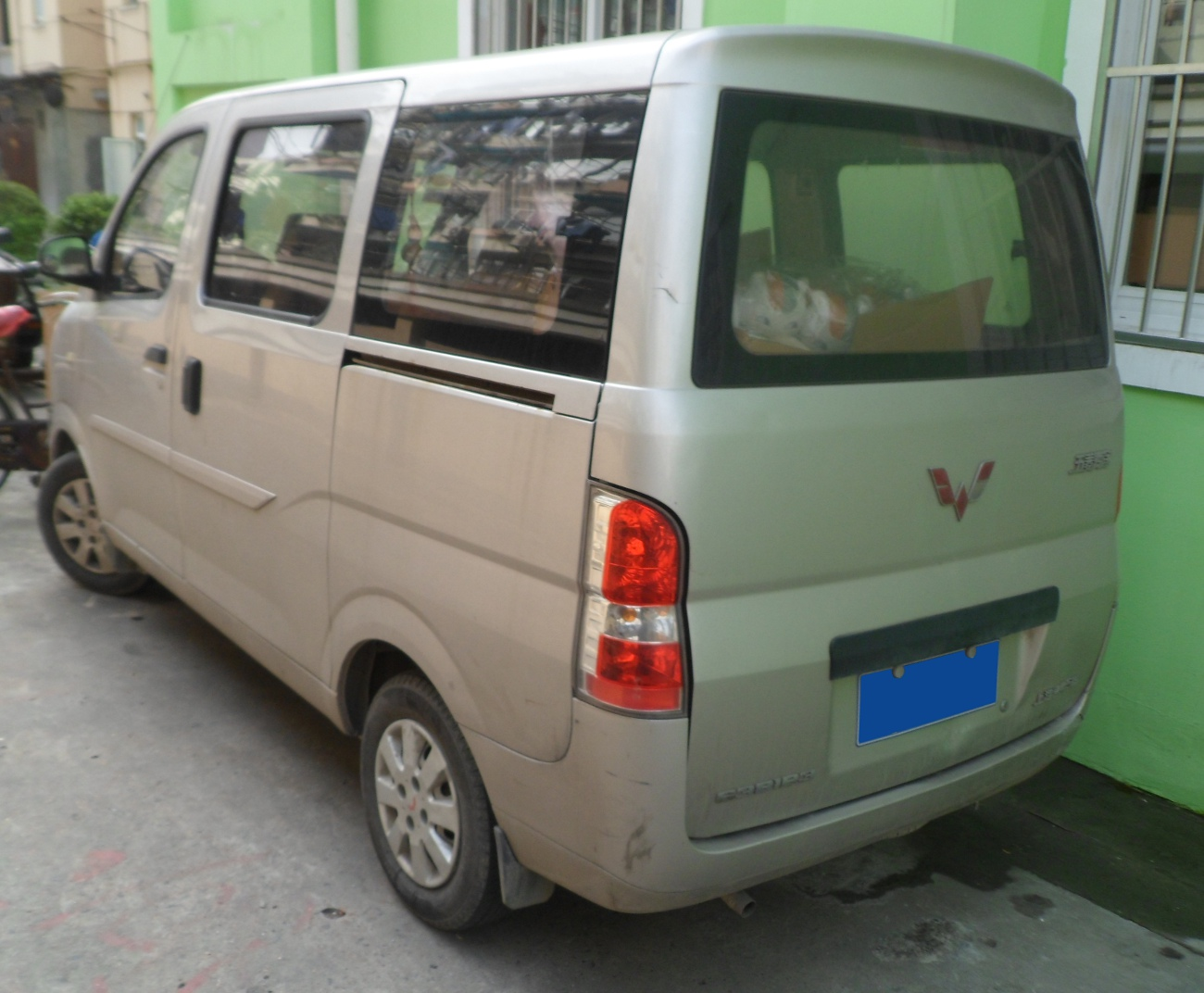
五菱鴻途（リア）
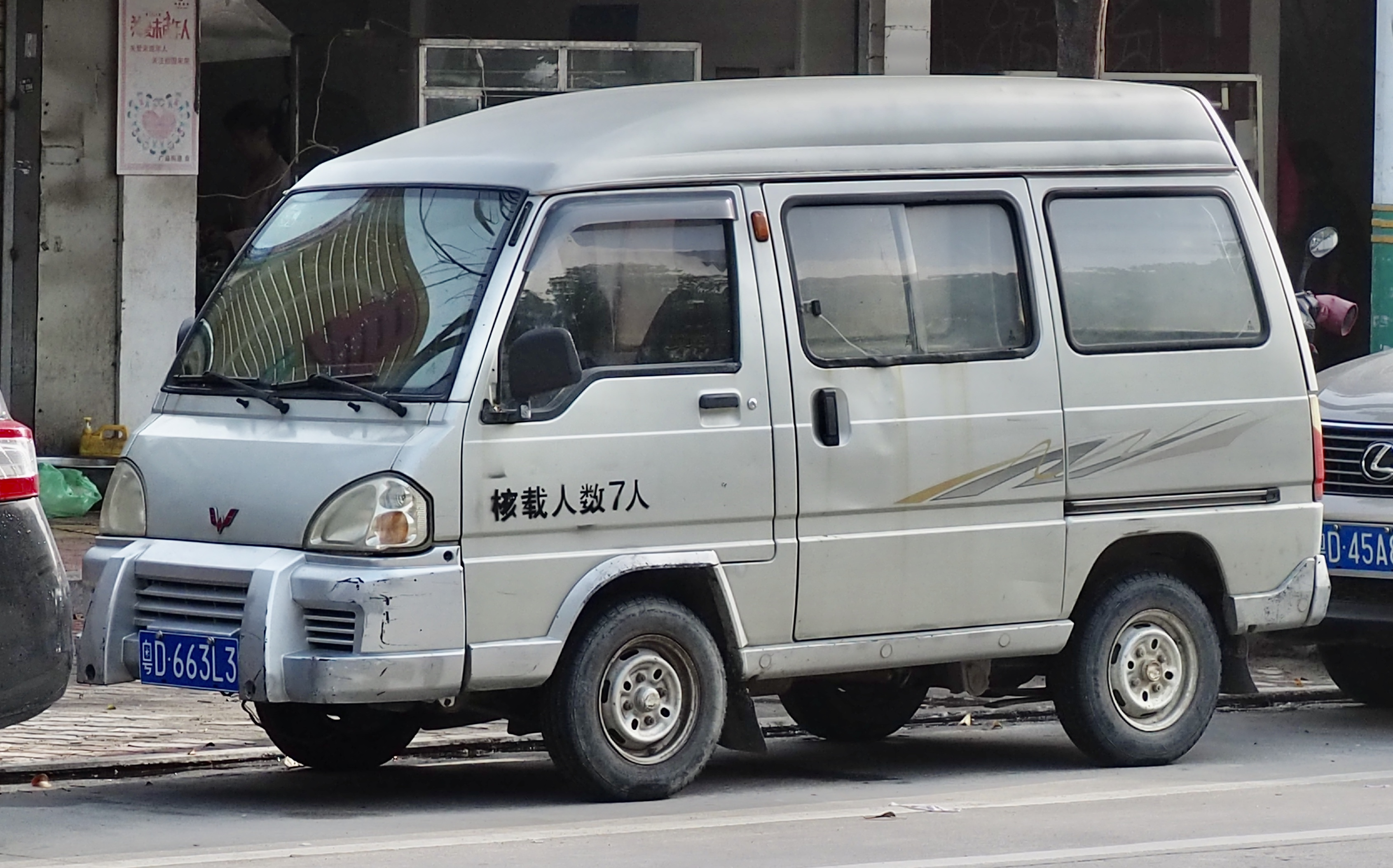
五菱興旺（フロント）
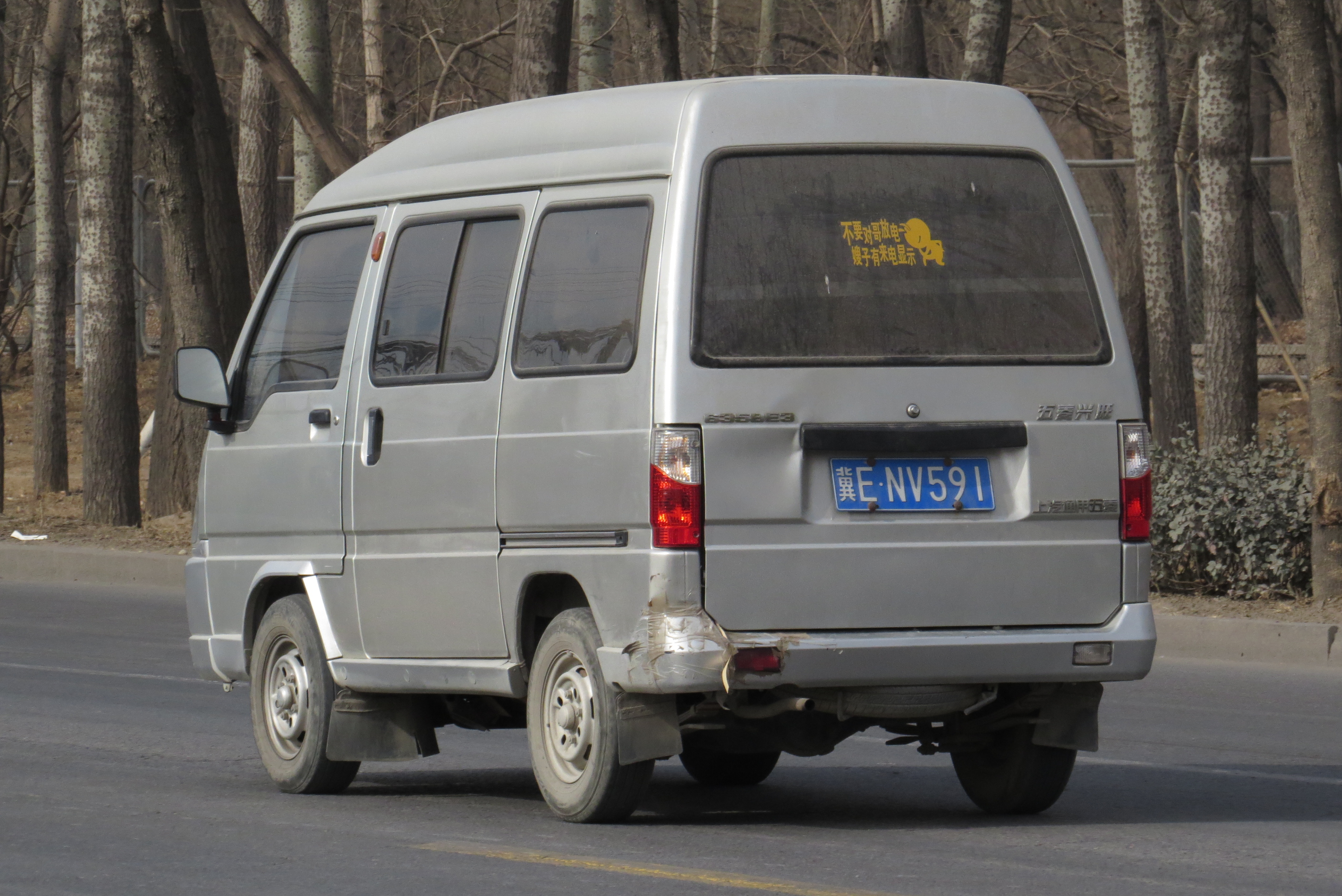
五菱興旺（リア）
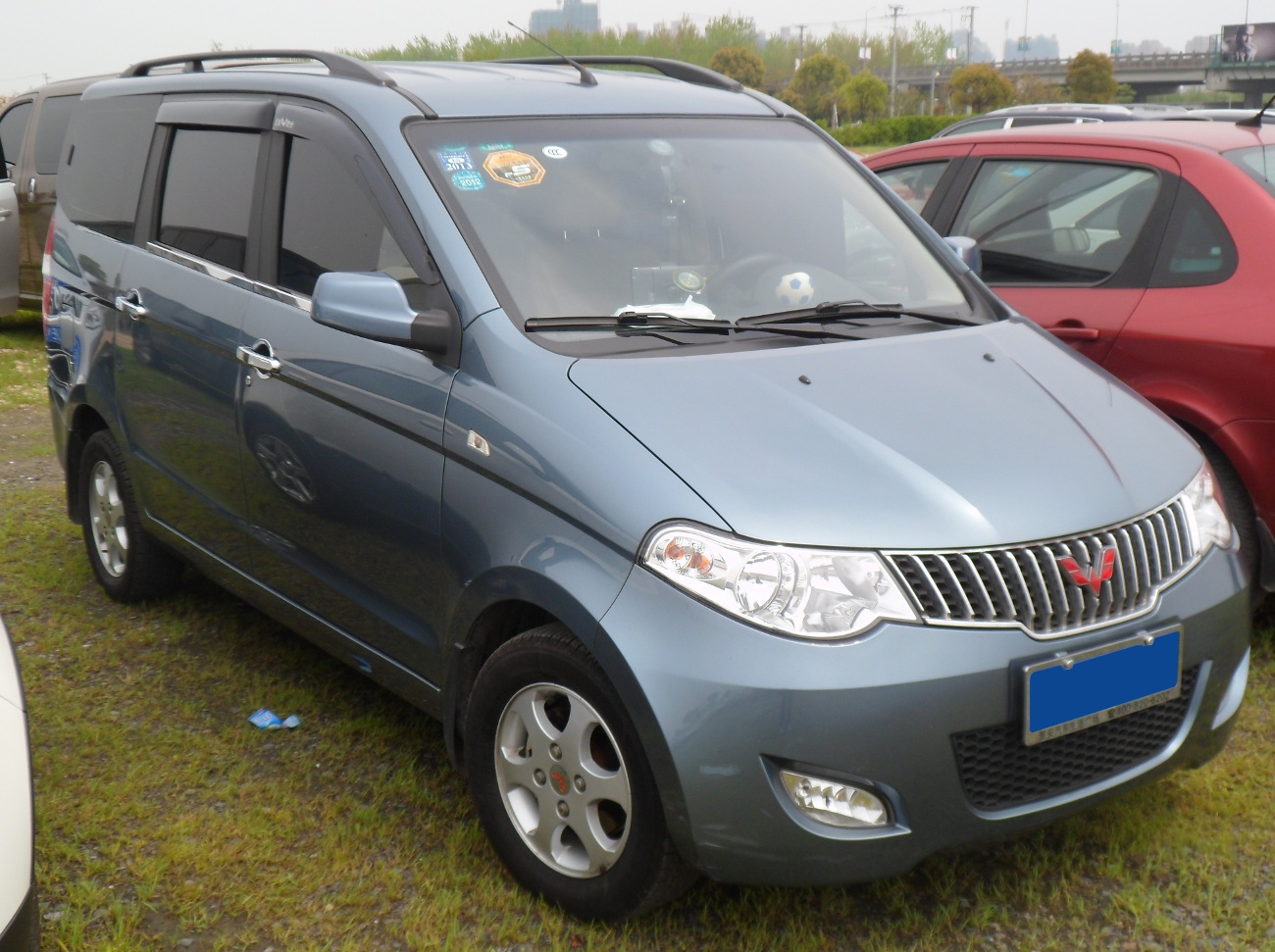
五菱宏光（フロント）
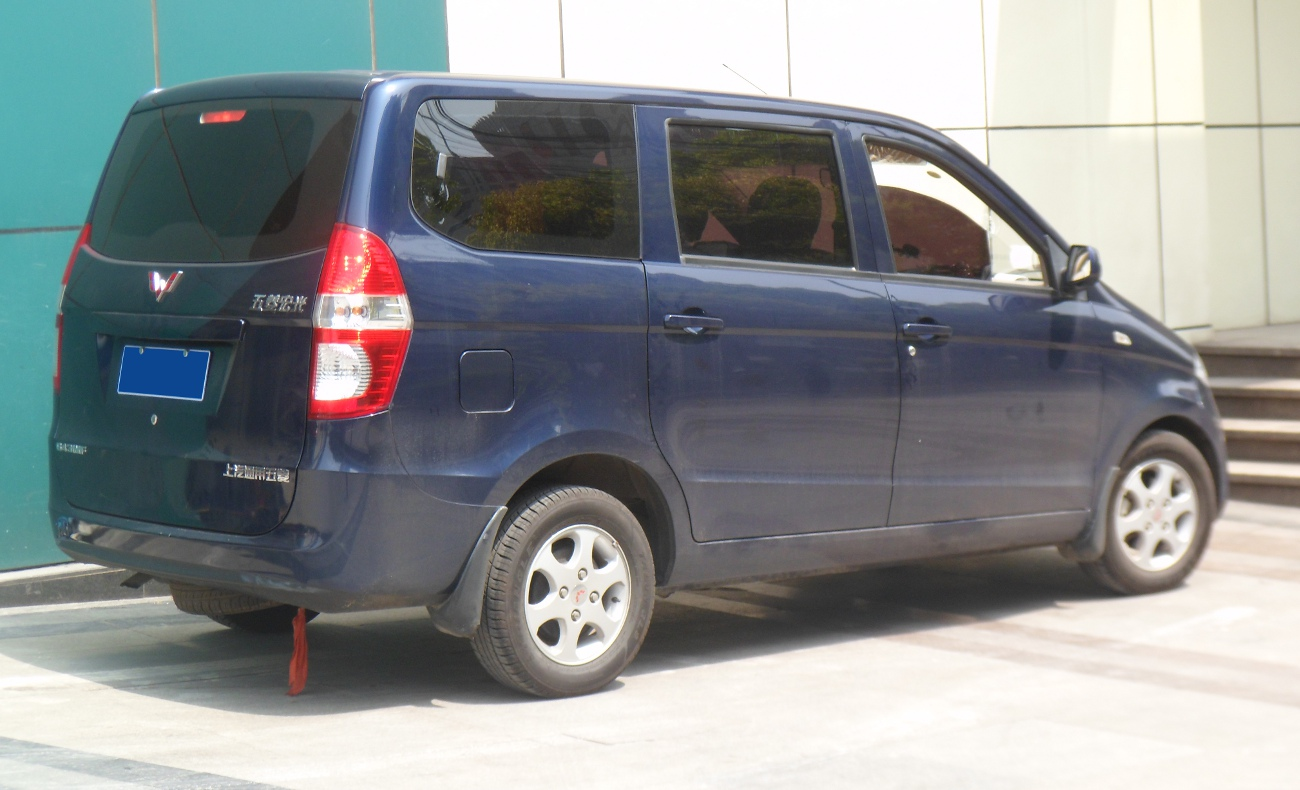
五菱宏光（リア）
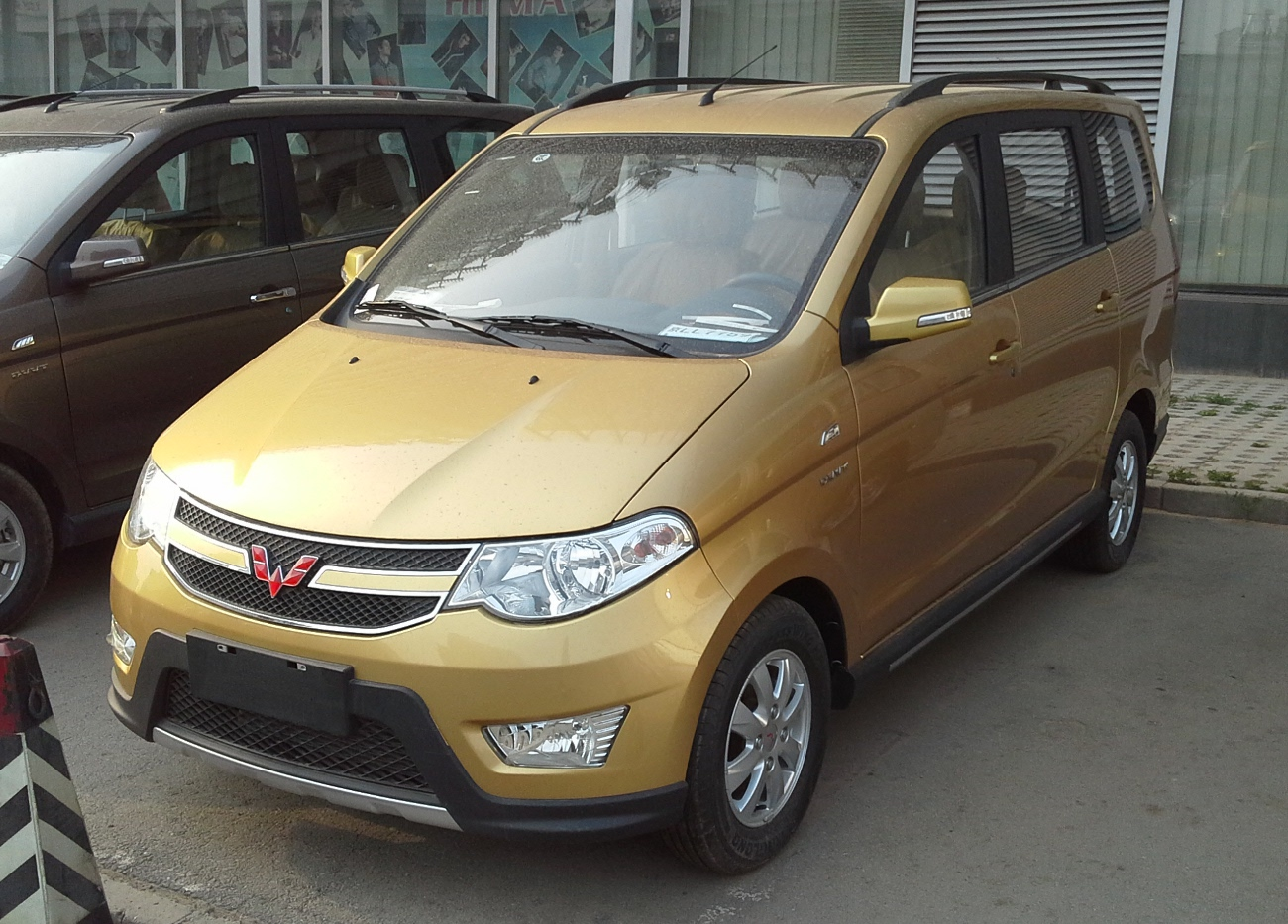
五菱宏光S

#### インドネシア
- エア EV（英語版）（Wuling Air EV）
- アルマズ（Wuling Almaz）
- アルヴェス（Wuling Alvez）
- コンフェロ（英語版）（Wuling Confero）
- コルテス（英語版）（Wuling Cortez）
- フォーモ（英語版）（Wuling Formo）

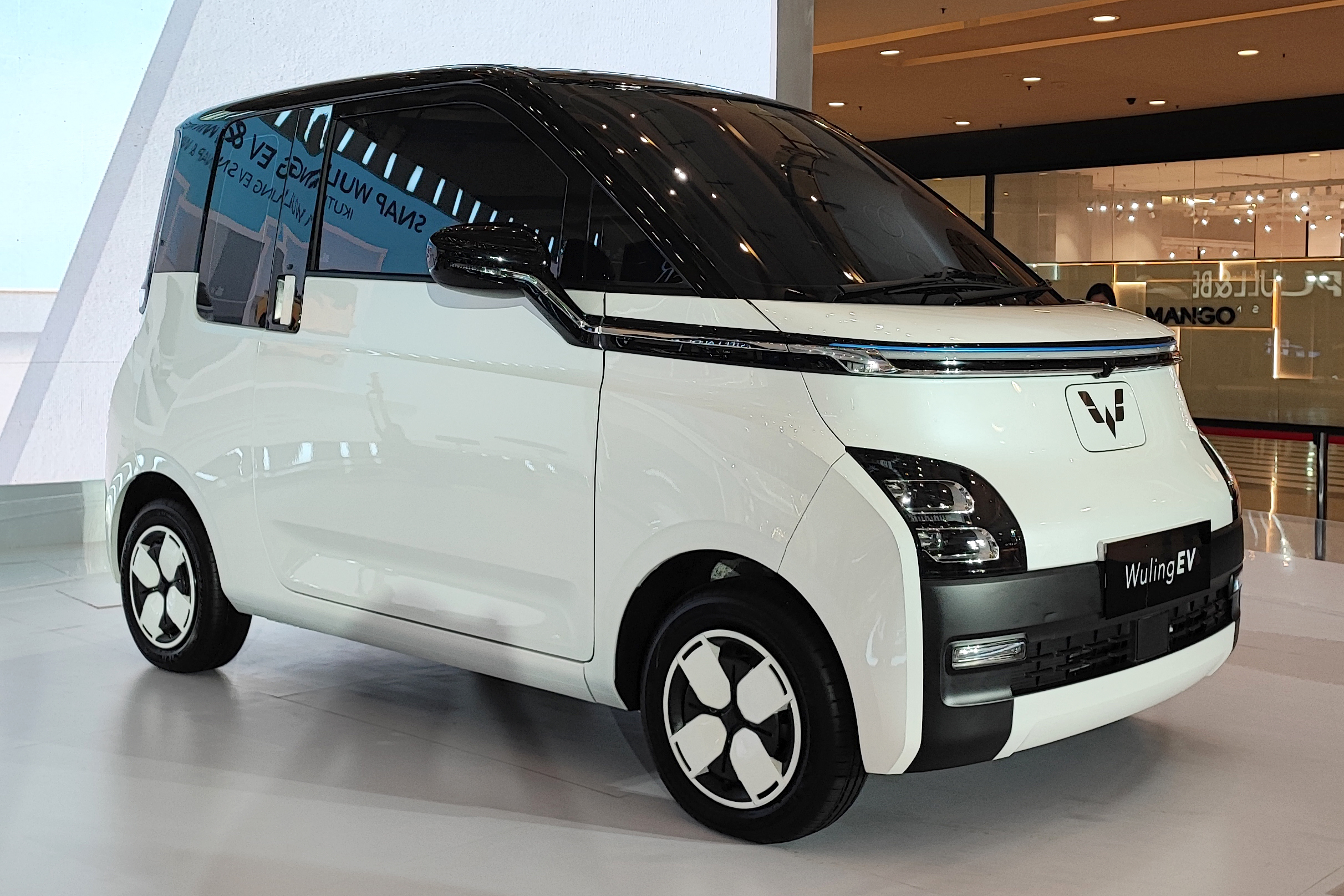
五菱 エア EV
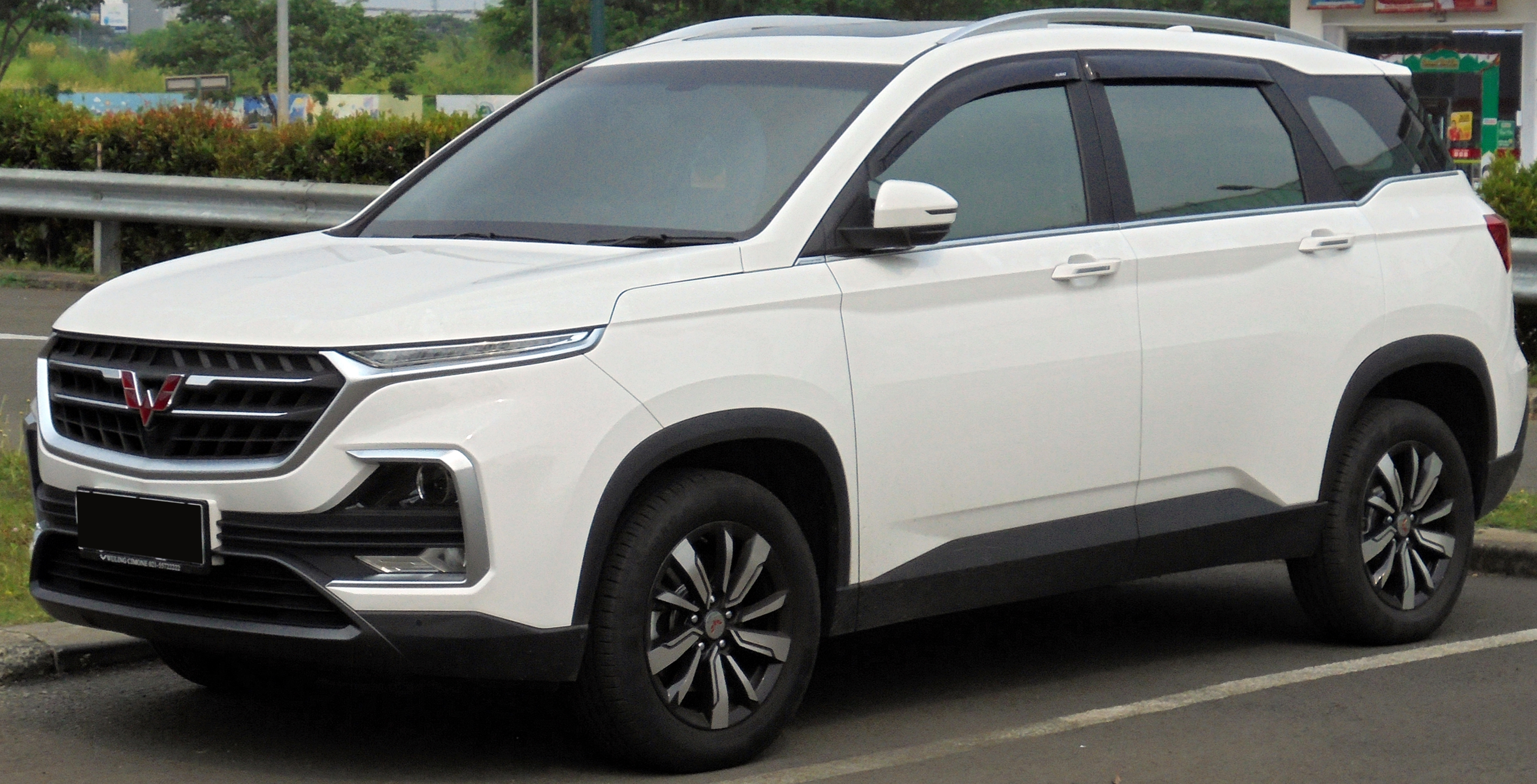
五菱 アルマズ
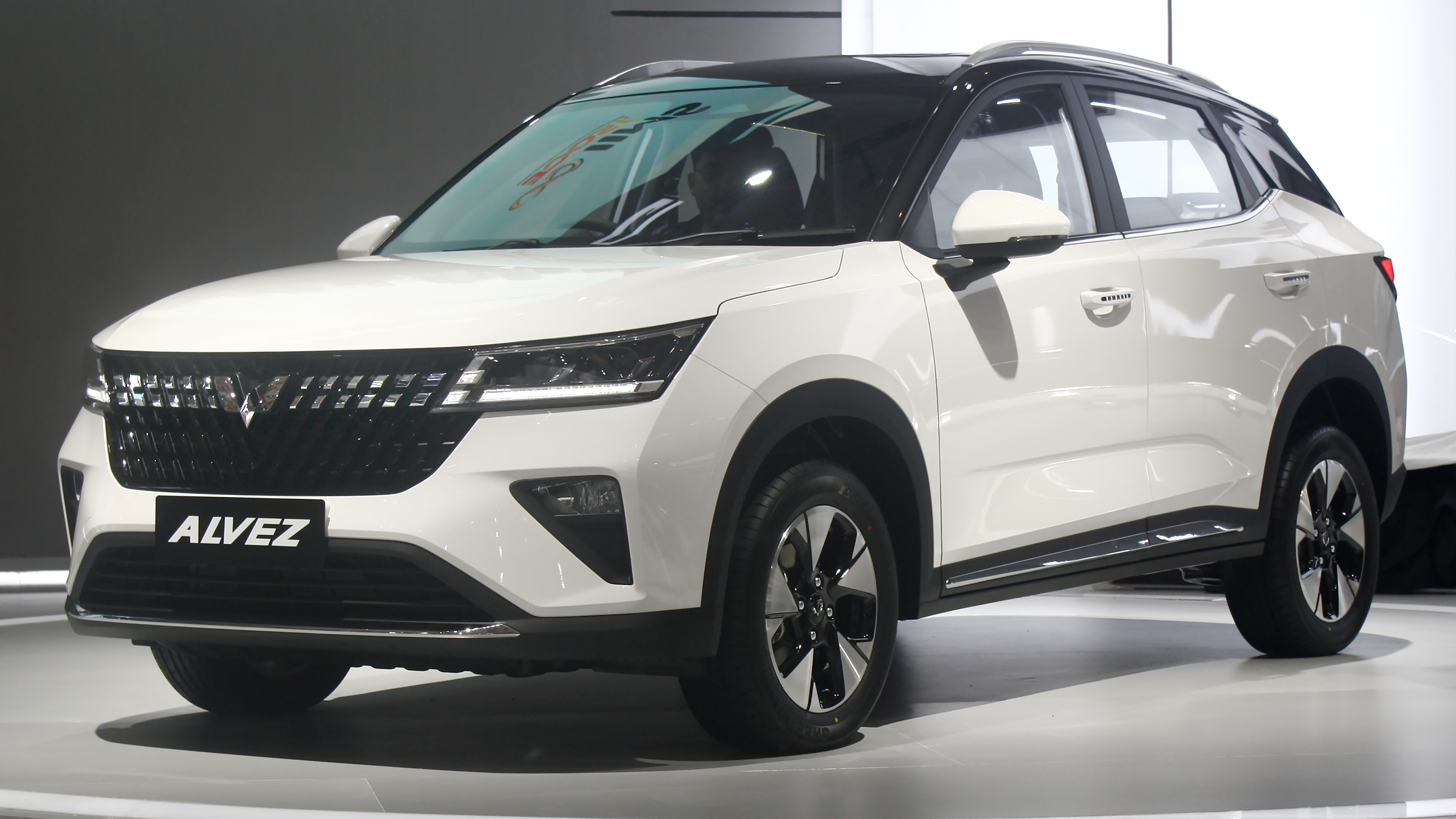
五菱 アルヴェス
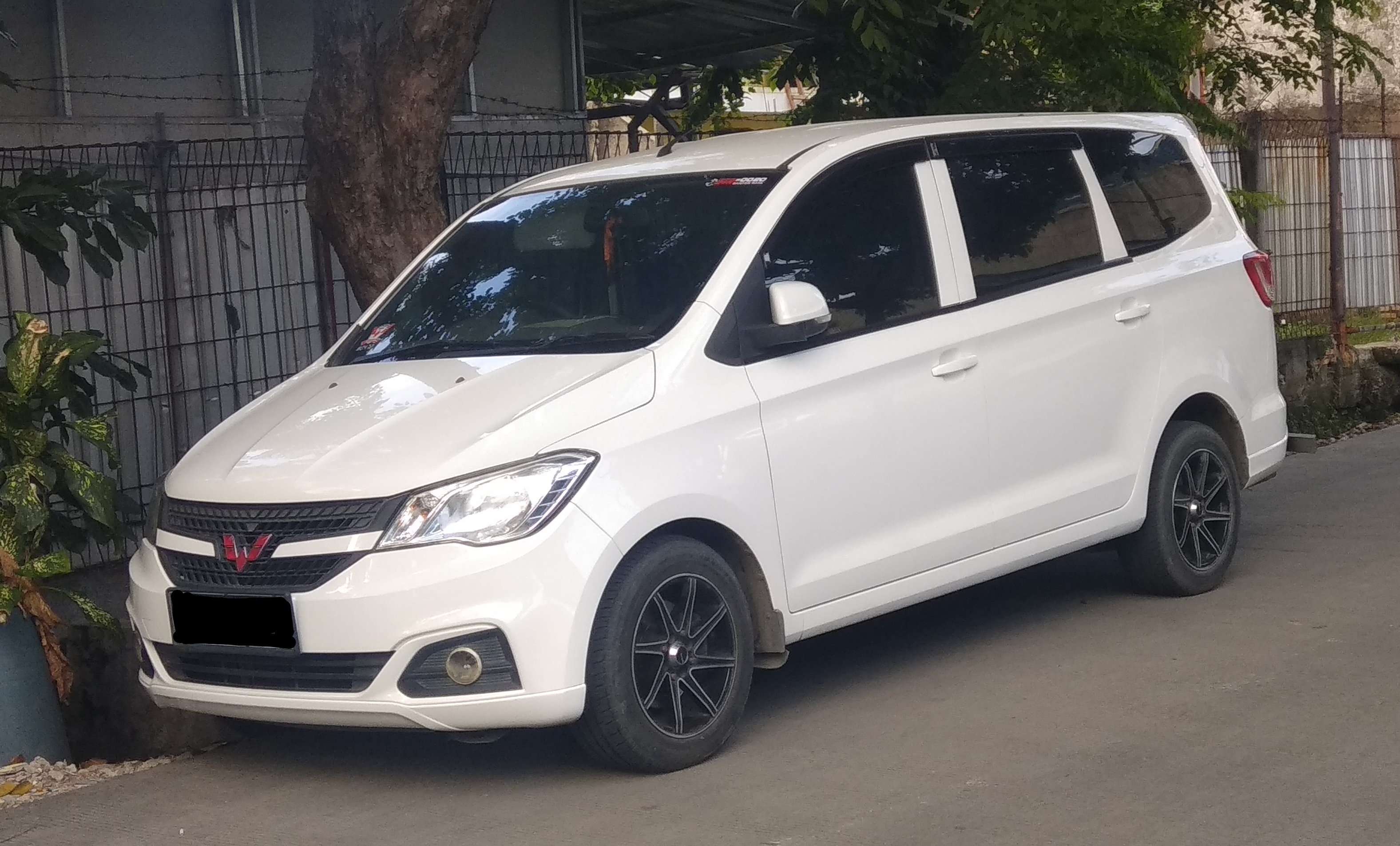
五菱 コンフェロ

### 宝駿ブランド
2010年7月に設立された低価格の乗用車を扱うブランドである。

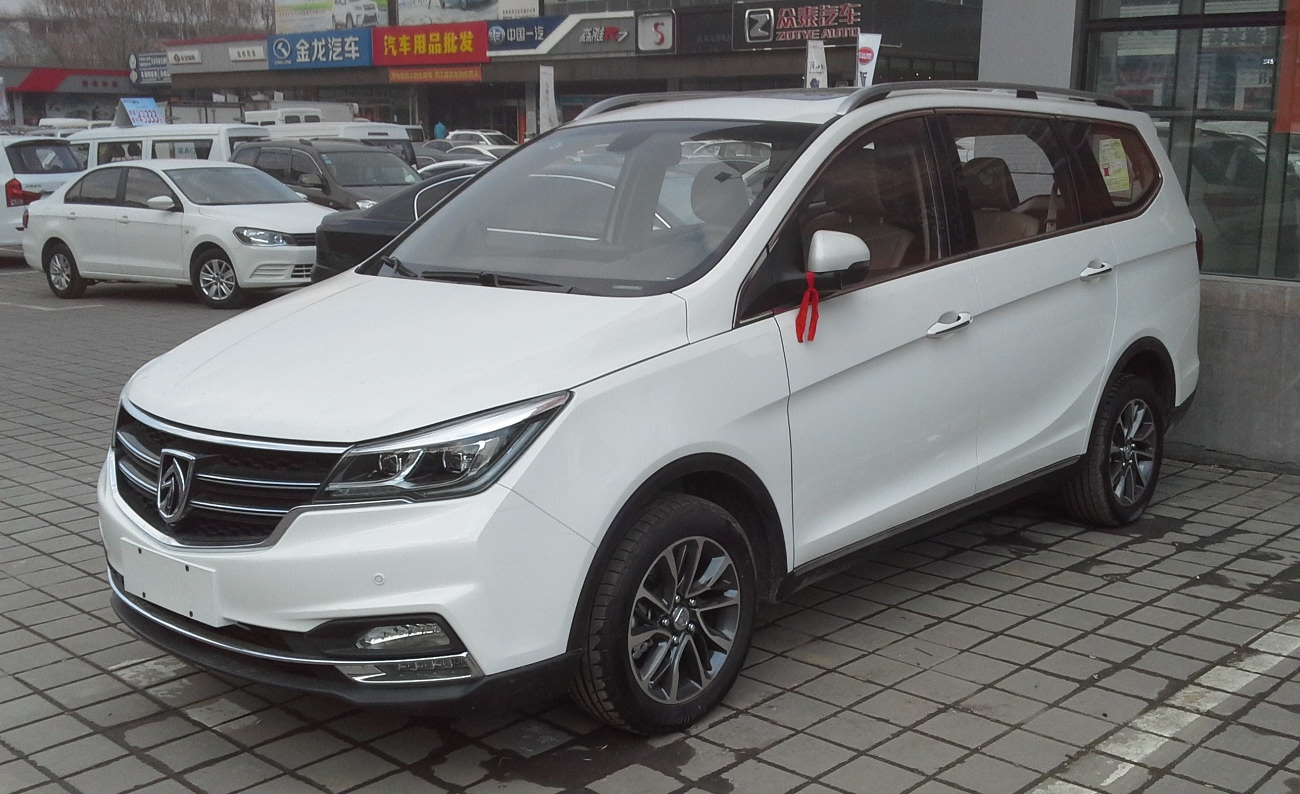
宝駿・730
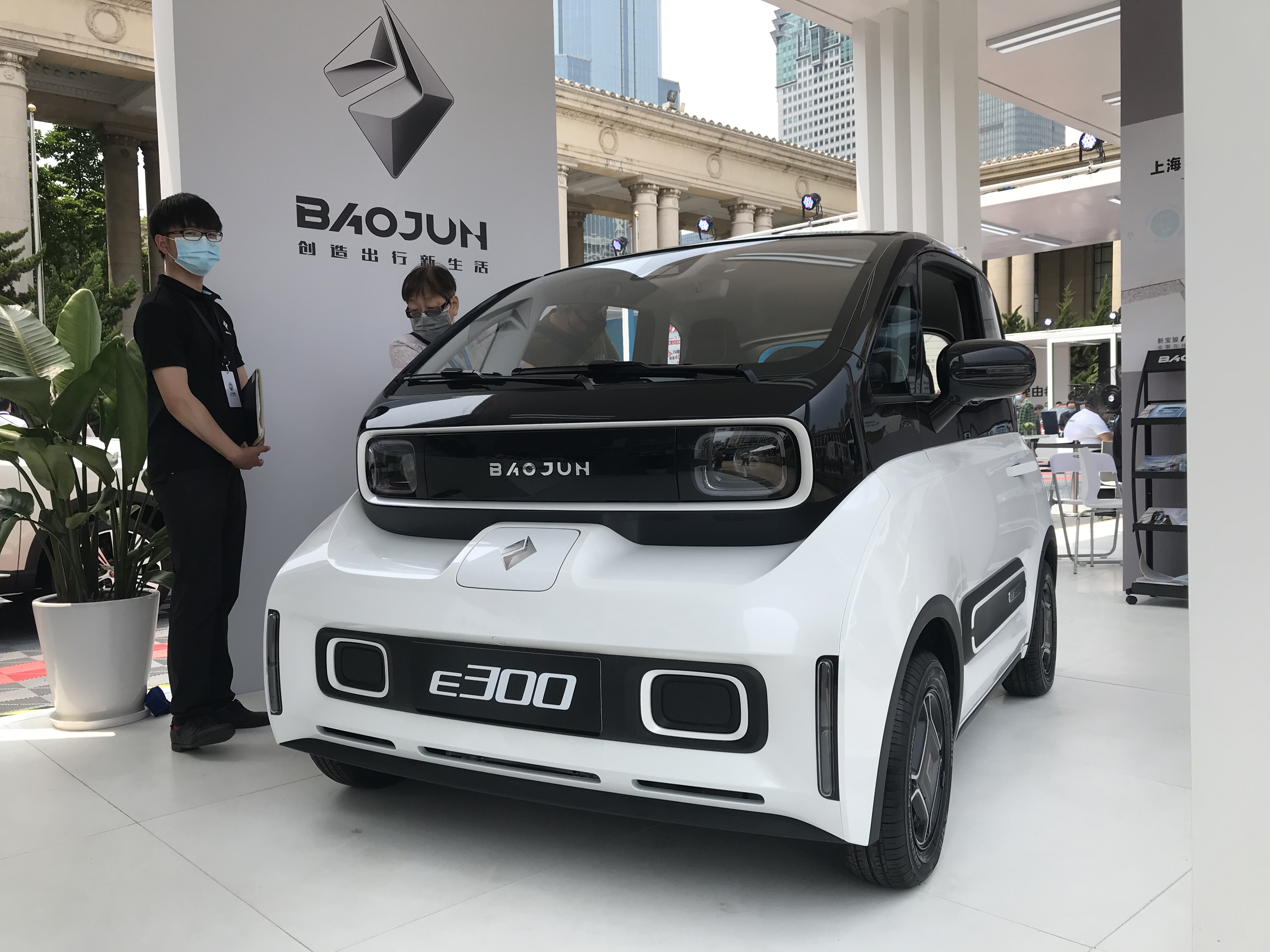
新宝駿・E300
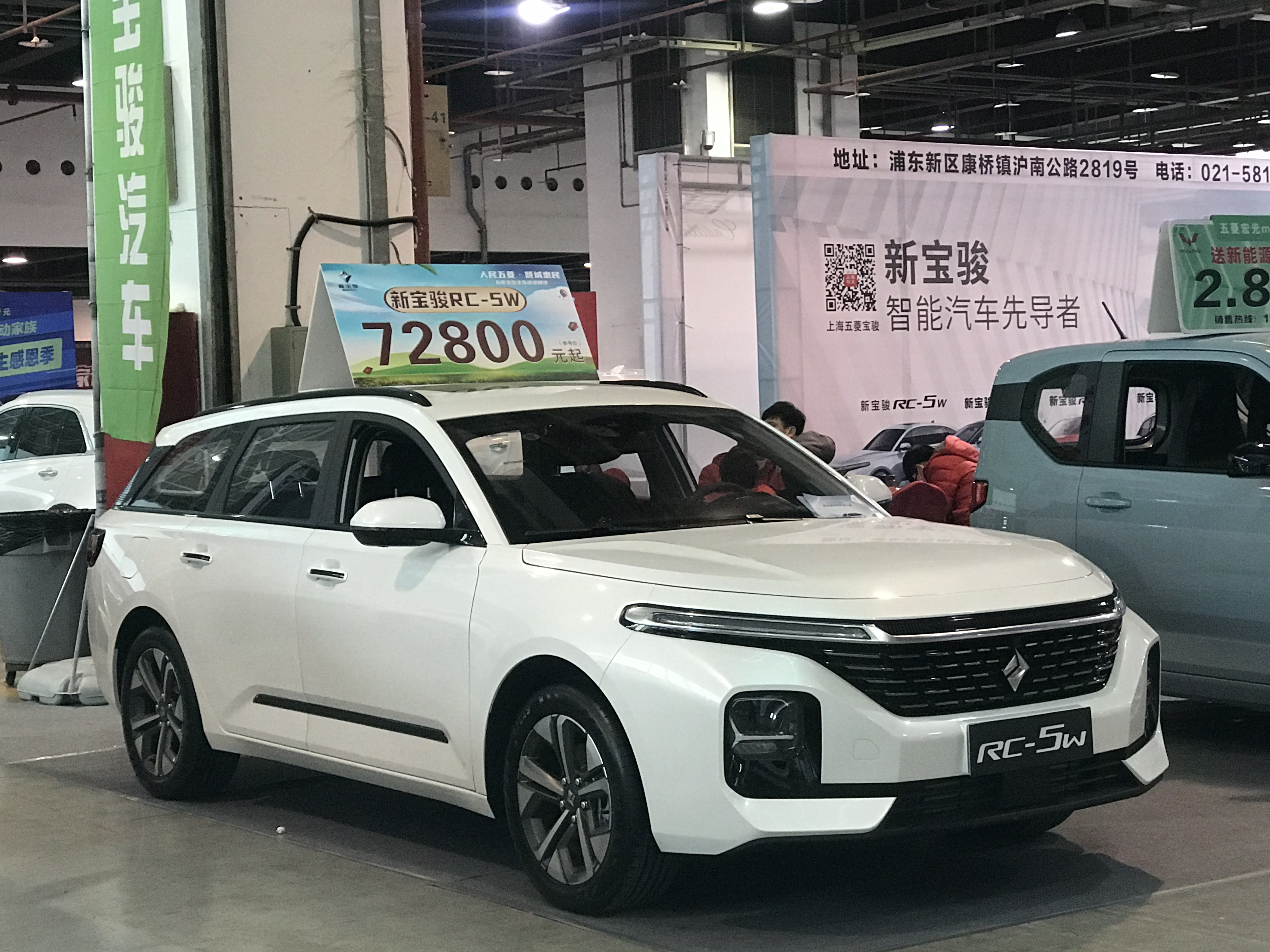
新宝駿・RC-5W
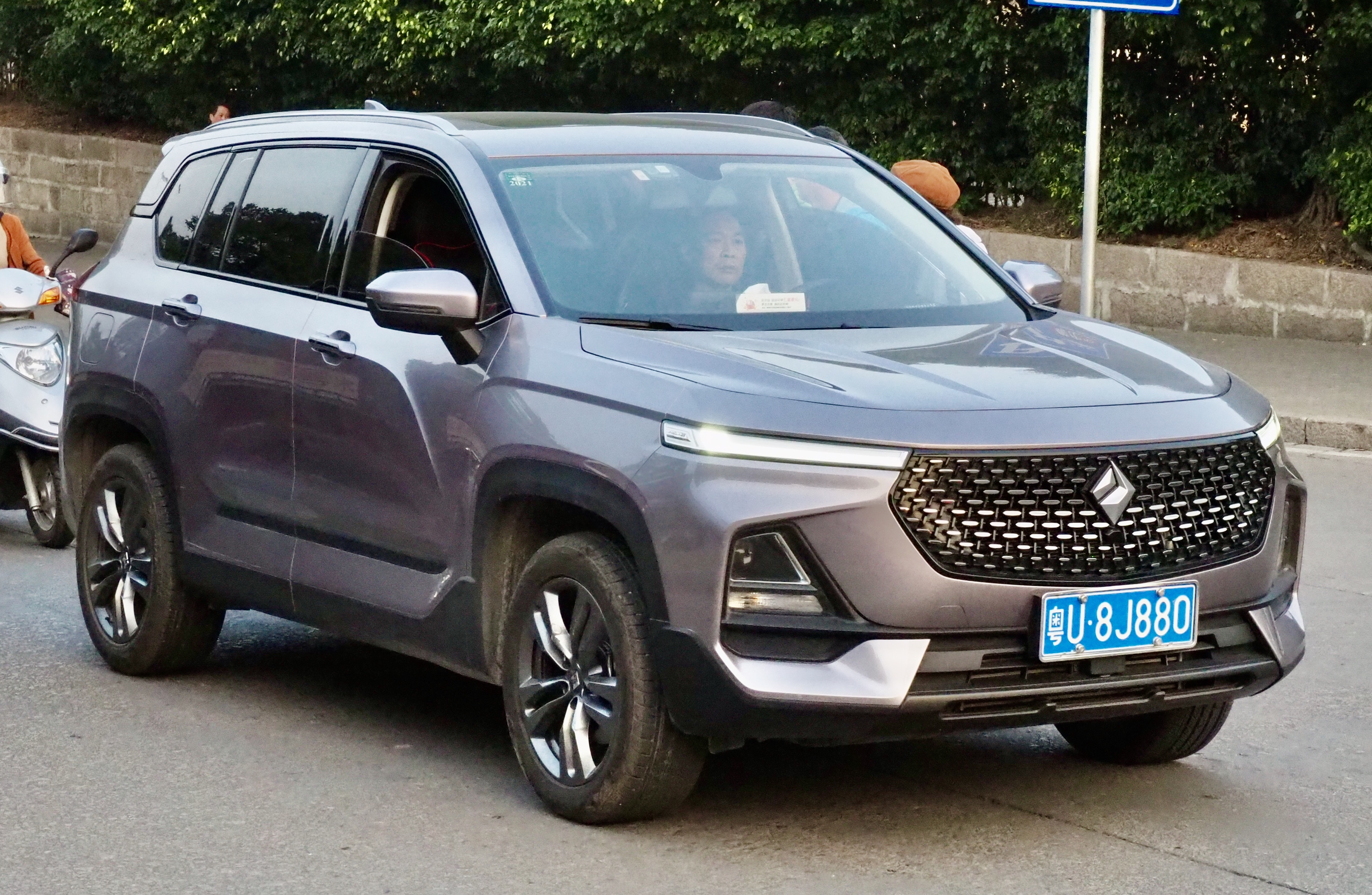
新宝駿・RS-5